# El Soler (Tavèrnoles)
El Soler és una masia de Tavèrnoles (Osona) inclosa a l'Inventari del Patrimoni Arquitectònic de Catalunya.

## Descripció
Masia de planta rectangular coberta a dues vessants i en la qual s'endevinen diverses etapes constructives. La façana actual es troba orientada a llevant i presenta un portal rectangular i dues finestres, a l'extrem dret s'hi adossen uns porxos amb arcades a la planta i finestres al primer pis. A ponent del cos principal n'hi ha un altre de construcció més antiga, com es pot veure per les dades constructives. Es conserva un antic portal, un arc tapiat i la lliça. Vers ponent s'hi adossa encara un altre cos, actualment sense teulada. Materials constructius: pedra de gres gris i groguenc molt ben picades pels escaires i obertures. Els murs són de lleves de gres unides amb morter de calç, i a la part més antiga els murs són de gres unit amb morter de fang.
Existeix una cabana de planta rectangular (6mx6m), coberta a dues vessants amb el carener perpendicular a la façana, la qual es troba orientada a ponent. Tots els murs són cecs llevat del de ponent que hi ha un portal rectangular. A l'interior la pallissa es troba a la part esquerre; presenta una grossa biga transversal i un puntal vertical que va del carener a terra.
Es troba assentada directament a terra, sobre la roca, davant l'era enllosada de la casa. Els materials constructius són: paret seca molt ben construïda alternant grossos carreus sense picar amb fines lleves de gres; els ràfecs i marcs de la porta són de pedra picada. A la part nord hi ha un antic estable de lloses.

## Història
Antiga masia registrada als fogatges de la parròquia i terme de Savassona de l'any 1553. Aleshores habitava el mas un tal MARCH SOLER.
El mas ha sofert diverses reformes, com podem observar per la tipologia i les dades constructives que exposem a continuació.
-Portal de llevant: R. Joan Soler Pbre. Me redimi en 1878 Y redificà 1899
-Llindes de ponent: 1718
-Llinda de tramuntana: 1718
La cabana, tot i que la seva història va lligada a la del mas, no presenta cap dada constructiva que ens permeti datar la seva edificació o possibles reformes.